# Sara Thrige Andersen
Sara Gedsted Thrige Andersen (* 15. Mai 1996 in Farsø) ist eine dänische Fußballspielerin. Die Abwehrspielerin spielt seit 2024 beim PSV Eindhoven. 2016 spielte sie erstmals in der dänischen Nationalmannschaft.

## Karriere

### Verein
Sara kam 2017 zu Fortuna Hjørring und hatte in ihrer ersten Saison 15 Einsätze. Sie gewann mit dem Verein 2018 und 2020 die dänische Meisterschaft und 2019 den Pokal.
Auf europäischer Ebene spielte sie erstmals im Sechzehntelfinale der UEFA Women’s Champions League 2018/19, schied aber mit ihrer Mannschaft nach zwei Niederlagen gegen den AC Florenz aus, wobei sie einmal ausgewechselt wurde. Ein Jahr später hatte sie je zwei Einsätze im Sechzehntelfinale  und Achtelfinale, wo sie gegen Titelverteidiger Olympique Lyon nach insgesamt 11 kassierten Toren ausschieden. In den vier Spielen spielte sie jeweils 90 Minuten. 
Nach vier Spielzeiten bei Fortuna Hjørring wechselte sie im Sommer 2021 zum AC Mailand. In der Qualifikation zur UEFA Women’s Champions League 2021/22 gewann sie mit Milan im Halbfinale mit 2:1 beim FC Zürich. Im Finale verloren sie dann gegen die Frauen des TSG 1899 Hoffenheim.
Im Januar 2024 wechselte sie zum PSV Eindhoven.

### Nationalmannschaft
Im Mai 2012 kam sie bei zwei Freundschaftsspielen gegen Schweden zu ihren ersten Einsätzen in der dänischen U-16-Mannschaft, mit der sie dann im Juli am Nordic Cup teilnahm, wo sie zwei weitere Einsätze hatte. Bereits im September folgten zwei Einsätze in Freundschaftsspielen in der U-17-Mannschaft und dann die Teilnahme an der ersten Qualifikationsrunde für die U-17-EM 2013, die in Mazedonien ausgetragen wurde. Mit Siegen ohne Gegentor gegen die Gastgeberinnen, wo sie ihr erstes Länderspieltor erzielte, Serbien und Schottland erreichten sie die Eliterunde. Bei dieser im März 2013 in Belgien ausgetragenen Runde konnten die Däninnen zwar gegen Titelverteidiger Deutschland gewinnen, gegen die Gastgeberinnen und die Niederlande reichte es aber nur zu Remis, so dass sie als Gruppenzweite die Endrunde verpassten.
Im September 2013 spielte sie bei zwei Freundschaftsspielen gegen die Schweiz erstmals für die U-19-Mannschaft und nahm mit dieser im gleichen Monat an der  ersten Qualifikationsrunde zur U-19-Fußball-Europameisterschaft der Frauen 2014 teil. Mit Siegen gegen Griechenland (4:0) und Kasachstan (10:0, wo sie das erste Tor erzielte) und einem 2:2 gegen die gastgebenden Irinnen, erreichten sie als Gruppensieger die Eliterunde. Bei dieser konnten sie im April 2014 nur gegen die gastgebenden Finninnen einen Punkt holen, verloren aber gegen England und Serbien jeweils mit 0:1, so dass sie als Gruppenletzte die Endrunde verfehlten. Im September unternahmen sie einen neuen Anlauf und konnten in der ersten Qualifikationsrunde zur U-19-Fußball-Europameisterschaft der Frauen 2015 in  Baku Zypern, Aserbaidschan und die Ukraine besiegen. Bei der Eliterunde im April 2015 in den Niederlanden konnten sie auch Slowenien, Tschechien und die Niederlande besiegen. Bei der Endrunde im Juli in Israel verloren sie aber jeweils mit 0:1 gegen Frankreich sowie den späteren Sieger Schweden und konnten nur gegen die Gastgeberinnen mit 2:1 gewinnen, womit ihre Zeit in der U-19 endete.
Im August 2015 bestritt sie ihr erstes von vier Spielen in der U-23-Mannschaft, die alle gegen Finnland ausgetragen wurden. Im Oktober 2016 kam sie dann beim Sincere-Cup 2016 in der Volksrepublik China zu ihren ersten beiden Spielen in der A-Nationalelf. Sie stand im ersten Spiel gegen Island in der Startelf und wurde nach 67 Minuten ausgewechselt. Im zweiten Spiel gegen China spielte sie nur in der ersten Halbzeit und drei Minuten nach Wiederbeginn fiel das Tor zum 0:1-Endstand. Im Januar 2017 wurde sie bei einem Freundschaftsspiel gegen Schottland und im März 2017 in zwei Spielen beim Algarve-Cup eingesetzt. Für die EM 2017 wurde sie dann nicht nominiert. Erst im August 2019 wurde sie im ersten Spiel der Qualifikation zur EM 2022 wieder eingesetzt und spielte beim 8:0 gegen Malta erstmals über 90 Minuten. Auch in den nächsten drei Qualifikationsspielen kam sie zum Einsatz, wobei sie zweimal eingewechselt wurde. Es folgten zwei Einsätze beim Algarve-Cup 2020. Nach der COVID-19-bedingten Länderspielpause wurde sie erst wieder im letzten Spiel der EM-Qualifikation beim torlosen Remis gegen Italien eingesetzt. Dabei stand sie in der Startelf und wurde in der 89. Minute um „Zeit von der Uhr zunehmen“ ausgewechselt. Durch das Remis qualifizierten sich die Däninnen als Gruppensiegerinnen für die EM-Endrunde.
In den ersten acht Spielen der Qualifikation für die WM 2023 wurde sie fünfmal eingesetzt und erzielte ihre ersten beiden Tore für die A-Nationalmannschaft. Nach dem Ausschluss der Russinnen wegen des völkerrechtswidrigen russischen Überfalls auf die Ukraine standen die Däninnen vorzeitig als WM-Teilnehmerinnen fest, an der sie zuletzt 2007 teilnahmen. 
Am 16. Juni wurde sie für die EM-Endrunde nominiert. Bei der EM wurde sie im zweiten Gruppenspiel gegen Finnland eingesetzt, das mit 1:0 gewonnen wurde. Durch Niederlagen gegen Deutschland und Spanien schieden die Däninnen als Gruppendritte aus.
Am 15. Juli 2023 wurde sie für die verletzte Sofie Junge Pedersen für die WM 2023 nachnominiert. Bei der WM, die für die Däninnen mit einer Achtelfinalniederlage gegen Co-Gastgeber Australien endete, kam sie aber nicht zum Einsatz.
Da erstmals das Abschneiden bei der WM für die europäischen Teams nicht entscheidend für die Qualifikation zu den Olympischen Spielen 2024 war, hatten die Däninnen noch die Chance sich über die UEFA Women’s Nations League 2023/24 für die Spiele in Paris zu qualifizieren. Die Däninnen konnten auch im ersten Spiel den härtesten Konkurrenten Deutschland mit 2:0 besiegen, verloren aber nach drei weiteren Siegen gegen die anderen Gruppengegner das Rückspiel in Deutschland mit 0:3 und auch das letzte Heimspiel gegen Island. Damit verpassten sie als Gruppenzweite das Final Four Turnier, bei dem um zwei Olympiatickets gespielt wurde. Sara saß aber auch hier nur auf der Bank.
Am 20. Juni 2025 wurde sie für die EM-Endrunde nominiert. Sie dort aber nicht zum Einsatz als ihre Mannschaft nach drei Niederlagen ausschied.

## Erfolge
- 2018 und 2020: Dänische Meisterin
- 2019: Dänische Pokalsiegerin

## Familie
Ihre Zwillingsschwester Sofie spielt ebenfalls Fußball, aktuell bei B93.